# ウェザリング

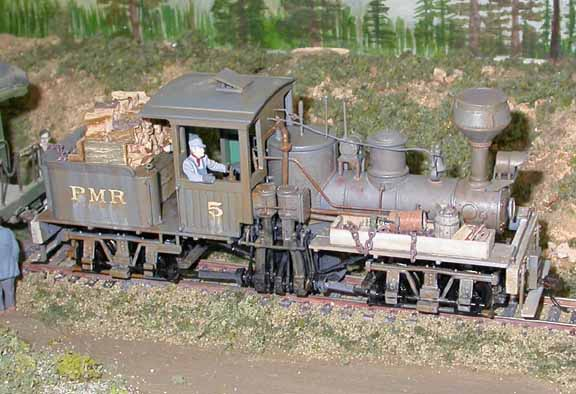
ウェザリングが施された蒸気機関車模型（1/48のシェイ式蒸気機関車）

ウェザリング（英語: weathering）は、模型における塗装技法のひとつ。もともとのweatheringという語の意味は「風化」。

## 概要
模型を製作する際、普通に仕上げた塗装のままでは、いわゆる「塗りたて」の状態で綺麗すぎて実感的でないことがある。そこで、風雨にさらされた実物の外観を模した「汚れ」「風化」などの表現を加える技法があり、これをウェザリングと呼ぶ。特に、戦車や軍用機などのミリタリーモデルや鉄道模型で多用されるほか、SF・アニメなど架空のメカ物にリアリティを与える技法としても用いられている。
映画・映像の特撮分野では古くから行われてきたものであり、例として『サンダーバード』では、特殊撮影用のミニチュアモデルにウェザリングを施すことで、実感的に見せることに効果を上げており、その手法は「サンダーバードの秘密」などとして紹介されたことがある。また、『スター・ウォーズ』シリーズに登場する宇宙船も、過去の戦闘を思わせる汚れや損傷が施され、世界観やキャラクターの演出に大きく貢献している。
日本ではかつて「汚し塗装」という訳語が当てられていたことから「とにかく汚せばいい」と誤解されることもあったが、本来は風雨の及ぼす影響（日光による退色と埃、雨だれの痕や錆、木々や乗員の接触による傷や剥がれ、排気のススや灼け、戦闘による損傷など）や経年劣化を再現することにより、模型に実物のようなリアリティを与えることが目的である。ウェザリングにより、その車両や機体がどんな場所でどのような状態を経てきたのかを、ある程度は表現することも可能となる。よって、ウェザリングを行うに当たっては、実物がどのような環境で使用されていたかを研究観察することが重要である（実物の存在しないSFのメカニズムやロボットなどは、それがどんな環境に置かれて使用されるものであるかを想像し、それに近い実在の機械を参考にすることが多い）。また、塗装に限らず、腐食や破損など器物の損傷状態を加工工作によって表現することも、ウェザリングの一部である。
東宝特撮の現場では、古色という呼称が用いられていた。

## 技法
ウェザリングの技法には多種多様な方法がある。
- 実物を観察し、その状態に似せて絵画を描くように模型上に汚れや風化を再現する方法。目的によっては、軽い汚しにとどめる場合や、実物以上に汚れを強調する場合など、さまざまなケースがある。
- 塗装を行った表面を、部分的に磨いたり剥がしたりすることにより、均一さを失わせて実感的に見せる方法。

## 具体的な手法
ドライブラシ
乾いた筆の意味。主にエッジ部分や凸部に施し、凹凸形状のハイライトを強調する技法。毛先が短く硬い塗料含みの少ない筆を使う。地色より明るい色の塗料を筆先に少量付け、紙などで擦れるまで拭い取ってから、擦りつけるように塗料を乗せていく。乾燥の遅いエナメル系塗料が主に用いられるが、ラッカー系や水性アクリル系でも可能。一時期は戦車モデルを中心に流行したが、近年はかえってリアリティを損なうとして敬遠される傾向にあり、代わりに応用としてエッジ部分の傷や塗料の剥れを表現する「チッピング」と呼ばれる技法が主流となっている。
ウォッシング
ドライブラシと逆にケガキ線や凹部に施し凹凸形状のシャドーを強調する技法。薄めた暗い色の塗料を全体に塗り、表面の余分な塗料は溶剤を含ませた布やティッシュペーパー、綿棒などで（洗うように）拭き取る。凹形状部分に塗料が残り、陰影が強調される。ラッカー系塗料などで下地塗装を行ってから、既存の塗装を侵さないエナメル系塗料を用いて行われることが多い（ただし、エナメル系溶剤はプラ素材を侵食するためにパーツが割れる恐れがあり、代用として油絵具用溶剤などが用いられることもある）。また、パネルラインなどに薄めた塗料を流し込んで強調する「スミ入れ」も、類似の技法である。として、エナメルウォッシングは、パーツが取れたり、最悪の場合、パーツが割れるなどの被害が考えられるため、注意して行なってほしい。
パステル
画材用ハードパステルを用いるが、非常に多様な色調のものが販売されている利点があり、ホコリや土汚れ、錆や排気のススの表現に、それぞれ適した色調のものを用いる。紙やサンドペーパーに擦り付けて粉状にしてから筆でぼかすように塗りつけて使用する（最初から粉状の物や、化粧品のようなウェットタイプの物も市販されている）。塗料と違い乾燥したつや消し状態が得られることが大きな利点だが、そのままでは定着せず手で触れると取れたり指紋が付いたりすることから注意を要し、画材用定着材などを用いて定着させることもある。
エアブラシ
エアブラシ・イラストレーションの手法で、塗料を微細な霧状に薄く吹き付けてパステルと同様の効果を得たり、パネルラインなどに合わせてマスキングを施して明度を変えた（暗ければ凹み、明るければ出っ張って見える）同系色をマスク面ギリギリに薄く吹き付けたりすることにより、ヒルマ汚しと呼ばれる特撮用プロップ独特の風合いを得ることもできる。
フィルタリング
様々な色を薄めて塗り重ねることにより、周囲からの映り込みを表現したり色味を増やしたりして表情を持たせる技法。主にエナメル系塗料や油絵具が使用されるが、手軽で修正・やり直しが容易なコピックによる手法もある。
ペインティング
絵画の手法を使い、雨だれ、錆、塗料の剥がれ、泥はね、ひび割れなどを模型上で描写する。塗料はラッカー系だけでなくアクリル絵具やオイルステインなど効果が出せるものは何でも使い、手間はかかるが、よりスケール感に合った表現で現実味を持たせることができる。道具は面相筆が主流だが、爪楊枝やスポンジなど、筆以外のものを使用することもある。